# Battaglia di Brown's Mill
La battaglia di Brown's Mill fu combattuta il 30 luglio 1864, nella contea di Coweta in Georgia, durante la Campagna di Atlanta nella Guerra civile americana.
La cavalleria dell'Unione, comandata dal Generale di brigata Edward M. McCook, nel tentativo di un audace raid per distruggere le linee di comunicazione e di approvvigionamento nel sud della Georgia, fu sconfitta nei pressi di Newnan dalle forze Confederate al comando del Maggior Generale Joseph Wheeler. Il fallimento dell'azione di McCook e il contemporaneo sfortunato raid di George Stoneman, costrinsero William T. Sherman ad intensificare l'assedio alla città di Atlanta.
Durante la Campagna di Atlanta, il generale William T. Sherman, volendo evitare di mettere sotto assedio la città, ordinò a due colonne della cavalleria di effettuare una serie di raid a sud di Atlanta nel tentativo di tagliare fuori la città dalle linee di comunicazione e approvvigionamento. Il Maggiore Generale George Stoneman assunse il comando della cavalleria dell'Armata dell'Ohio a sudest, mentre la prima divisione di cavalleria dell'Armata del Cumberland del Generale di brigata Edward M. McCook avrebbe distrutto la linea ferroviaria a sudovest della città. Egli sarebbe stato in collegamento con Stoneman e poi avrebbe dovuto conquistare la prigione di Andersonville e liberare i 32 000 prigionieri che ne erano rinchiusi.
Il 28 luglio la cavalleria di McCook, attraversando su dei pontoni galleggianti il fiume Chattahoochee, raggiunse la città di Palmetto, dove distrusse la linea fettoviaria di Atlanta & West Point; catturò e distrusse bruciandoli più di 1 000 vagoni di scorte dei Confederati; il mattino dopo McCook raggiunse la stazione di Lovejoy, 23 miglia a sud di Atlanta, e iniziò a distruggere la linea ferroviaria di Macon & Western. Tuttavia McCook interruppe i suoi raid e tornò indietro attraversando il fiume mentre Stoneman era bloccato nel tentativo di attraversare.
Mentre cercavano di tornare all'armata principale, la divisione di McCook fu attaccata vicino Brown's Mill, tre miglia a sud di Newnan, dalla cavalleria confederata al comandi di Joseph Wheeler; McCook avrebbe voluto arrendersi, ma invece inviò i suoi ufficiali a capo dei battaglioni separatamente. McCook fu duramente sconfitto; perse 1 285 uomini, 1 200 cavalli e due pezzi di artiglieria. Wheeler perse solo 50 uomini, riuscendo anche a liberare 300 prigionieri confederati catturati precedentemente da McCook.
Anche le forze di Stoneman andarono incontro al disastro; lo stesso generale Stoneman fu catturato, divenendo il più alto ufficiale dell'Unione ad essere fatto prigioniero di guerra durante la Guerra civile. Brown's Mill cambiò il corso della Campagna di Atlanta, costringendo Sherman ad abbandonare l'idea di utilizzare la cavalleria per tagliare le linee ferroviarie di approvvigionamento, ed obbligandolo ad iniziare un lungo assedio, che era contro la sua volontà.